# BoxBoy!
BoxBoy! (ハコボーイ, Hako Bōi!) est un jeu vidéo du genre plates-formes/réflexion développé par HAL Laboratory et édité par Nintendo sur Nintendo 3DS. Le jeu est sorti sur le Nintendo eShop le 14 janvier 2015 au Japon, ainsi que le 2 avril 2015 en Europe et en Amérique du Nord. Une suite, BOXBOXBOY!, est sortie au Japon le 6 janvier 2016 et en Amérique du Nord et en Europe le 30 juin 2016.

## Système de jeu
BOXBOY! est un jeu de plateforme dans lequel le joueur contrôle un personnage cubique du nom de Qbby. La principale mécanique du jeu vient de la capacité de Qbby à créer des boites depuis son corps, ce nombre dépend en fonction des différents niveaux. Ces boites peuvent être créées dans n’importe quelle direction depuis Qbby, ce qui permet de faire des paquets de différentes formes. Plusieurs utilisations sont destinées à ces cubes comme créer un pont au-dessus de piques, créer un escalier, permettre d’atteindre des rebords, bloquer des lasers. Si ces blocs sont maintenus par Qbby et qu’ils sont posés sur un rebord, celui-ci peut attirer notre héros.
Chaque niveau cache une ou plusieurs couronnes qui doivent être attrapées avant d’utiliser un certain nombre de blocs. Ces couronnes sont la monnaie d’échange dans la boutique du jeu dans laquelle on peut y acheter des costumes, des musiques ou des niveaux bonus.
La suite, BOXBOXBOY!, modifie la formule du premier opus en permettant à Qbby de créer deux paquets de boites en même temps.

## Critique
Le jeu a reçu des critiques positives de la part des journalistes professionnels. Le site Metacritic affiche pour 35 critiques la note moyenne de 80/100. Sa suite elle affiche une moyenne de 79/100 sur le même site pour 18 critiques.[réf. nécessaire]